# Zippula

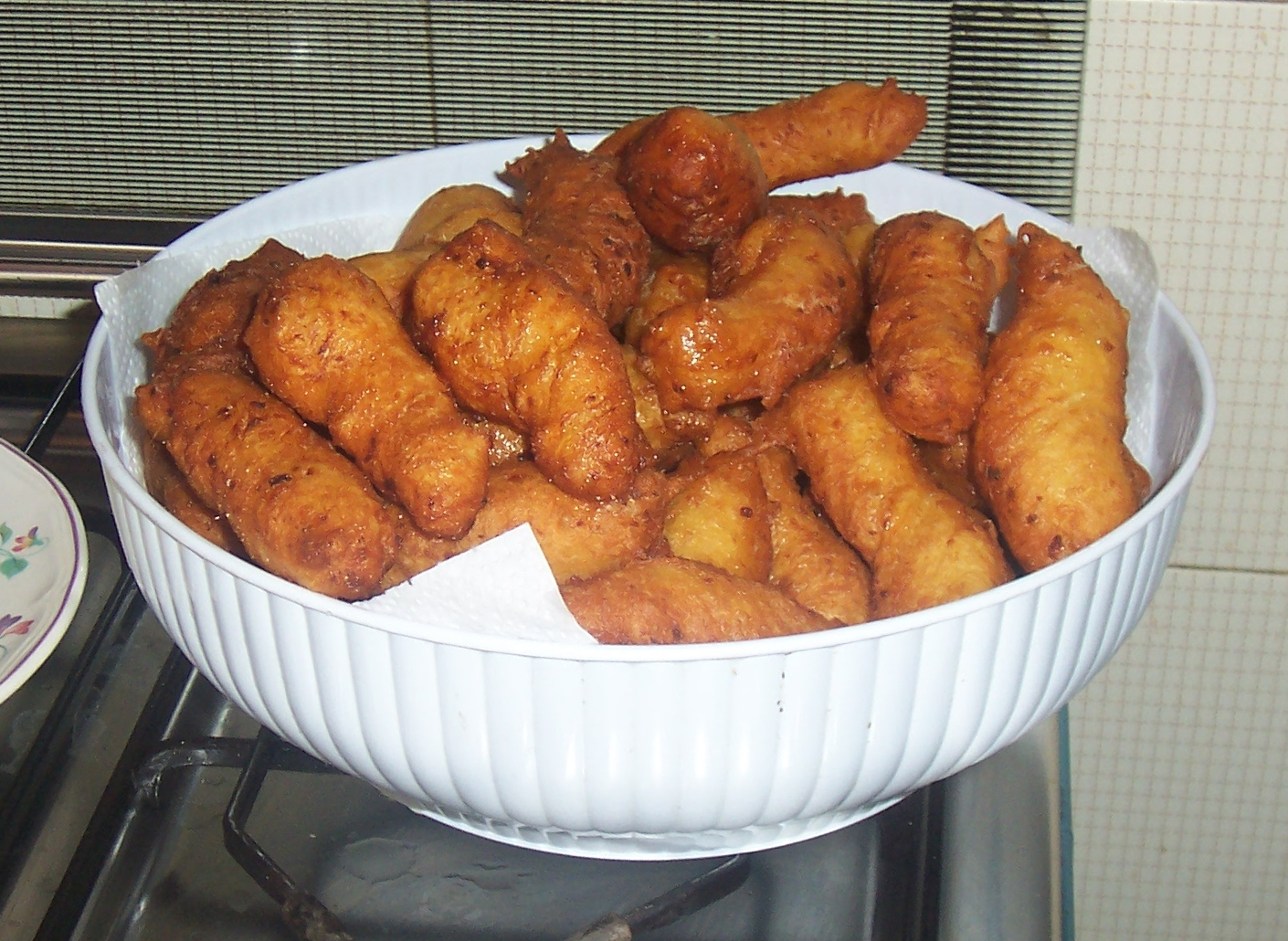
Zippuli

De zìppula (meervoud zippuli of zeppole), is een typisch huisgemaakt product van de Italiaanse provincies Reggio Calabria,  Catanzaro en Vibo Valentia. Het wordt bereid met Kerstmis, tijdens de paas- en carnavalsfeesten, en ook in de loop van het jaar ter gelegenheid van familiefeesten, de vele zomerdorpfeesten en andere feesten. 
Zippuli worden gemaakt van een mengsel van aardappelen, bloem en gist en worden gefrituurd, zonder vulling en met een vulling van ontzouten ansjovis, gedroogde kabeljauw of stokvis (pescestocco).